# Маунт-Меррион
Маунт-Меррион (англ. Mount Merrion; ирл. Cnoc Mhuirfean) — городской район Дублина в Ирландии, находится в административном графстве Дублин (провинция Ленстер).